# بونزبورو (کنتاکی)

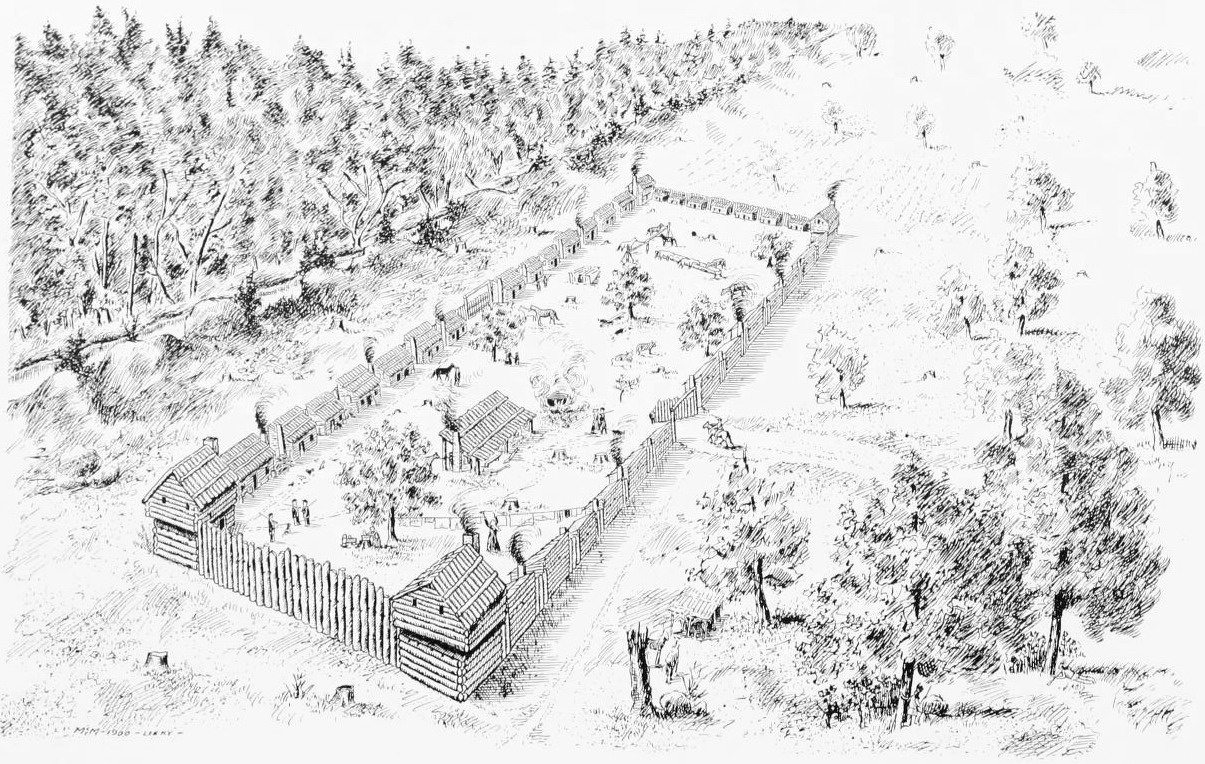
(بونزبورو در ۱۷۷۸).

بونزبورو، کنتاکی (انگلیسی: Boonesborough, Kentucky)یک محدوده ثبت نشده در شهرستان مدیسون، کنتاکی در ایالت کنتاکی، ایالات متحده آمریکا واقع شده‌است و در امتداد رود کنتاکی و مقابل پارک ایالتی بونزبورو است که موزه رود کنتاکی نیز در جوار آن قرار دارد.